# Stanisław Przychocki
Stanisław Marian Przychocki (ur. 3 kwietnia 1886 w Krakowie, zm. wiosną 1940 w Charkowie) – pułkownik lekarz Wojska Polskiego, doktor wszech nauk lekarskich, toksykolog, ofiara zbrodni katyńskiej.

## Życiorys
Syn Jakuba i Anieli z Kozłowskich urodzony 3 kwietnia 1886 w Krakowie. W 1905 zdał egzamin maturalny w c. k. Gimnazjum III w Krakowie. Następnie studiował na Wydziale Lekarskim Uniwersytetu Jagiellońskiego. W czasie studiów (od 1 kwietnia do 30 września 1909) odbył część obowiązkowej służby wojskowej w 16 Pułku Piechoty Obrony Krajowej w Krakowie, w charakterze jednorocznego ochotnika. 26 czerwca 1911 uzyskał dyplom doktora wszech nauk lekarskich. Od 1 lipca 1911 do 1 sierpnia 1914 był zatrudniony w Stacji Ratunkowej Krakowskiego Ochotniczego Towarzystwa Ratunkowego w Krakowie jako lekarz dyżurny, a od 16 kwietnia 1912 do 31 lipca 1914 również w Szpitalu św. Łazarza, w charakterze lekarza praktykanta i lekarza pomocniczego, nieetatowego (adiutowanego). Od 1 października 1911 do 30 kwietnia 1912 odbył pozostałą część służby wojskowej w Szpitalu Obrony Krajowej w Jarosławiu. Od 1 października 1912 do 1 maja 1913 w szeregach 16 pp OK wziął udział w mobilizacji sił zbrojnych Monarchii Austro-Węgierskiej, wprowadzonej w związku z wojną na Bałkanach.
W szeregach cesarsko-królewskiej Obrony Krajowej został mianowany zastępcą asystenta lekarza w grupie nieaktywnych z dniem 1 października 1911, a potem awansowany na asystenta lekarza w rezerwie z dniem 1 maja 1913. Był przydzielony do 16 Pułku Piechoty Obrony Krajowej. W czasie I wojny światowej na początku 1915 w randze starszego lekarza służył w tzw. Hilfsplatzu przy I batalionie macierzystego 16 p.p.. Od 24 kwietnia do 15 sierpnia 1915 był lekarzem specjalistą w Szpitalu Czerwonego Krzyża dla wenerycznie chorych kobiet w Lublinie, a następnie (do 3 listopada 1918) ordynatorem oddziału chorób skórnych i wenerycznych w c. i k. Szpitalu Rezerwowym w Lipníku nad Bečvou (niem. k. u. k. Reservespital in Leipnik), który był szpitalem dla chorych wenerycznie żołnierzy z Okręgu 1 Korpusu, a którego komendantem był Kazimierz Iwanicki.
7 listopada 1918 został wyznaczony na stanowisko starszego ordynatora Oddziału Skórno-Wenerycznego Szpitala Zapasowego Nr 5 w Krakowie (od 20 grudnia 1918 Szpital Okręgowy). 3 lutego 1919 został przyjęty do Wojska Polskiego z byłej armii austro-węgierskiej i zatwierdzony w randze kapitana lekarza. Od 8 listopada 1919 pełnił służbę na stanowisku komendanta Szpitala Wojskowego w Aleksandrowie Kujawskim. 6 sierpnia 1920 został zatwierdzony z dniem 1 kwietnia 1920 w stopniu majora w Korpusie Lekarskim, w „grupie byłej armii austriacko-węgierskiej”. Od 20 stycznia 1921 był komendantem Szpitala Wojskowego w Zambrowie, pozostając na ewidencji Kompanii Zapasowej Sanitarnej Nr 5. Od 1 maja 1921 był komendantem Szpitala Obozu Internowanych Nr 15 w Toruniu, od 1 sierpnia tego roku komendantem Szpitala Wojskowego Nr 2 w Toruniu, a od 25 października kierrownikiem przychodni chorób wenerycznych Szpitala Wojskowego Nr 1 w Toruniu. 1 listopada 1921 został starszym ordynatorem Oddziału Skórno-Wenerycznego Szpitala Okręgowego Nr VIII. 3 maja 1922 został zweryfikowany w stopniu majora ze starszeństwem z dniem 1 czerwca 1919 i 95. lokatą w korpusie oficerów sanitarnych, grupa lekarzy. W październiku 1922 został przydzielony do 18 pułku ułanów w Grudziądzu na stanowisko naczelnego lekarza pułku. W maju 1923 został przydzielony na takie samo stanowisko do 8 pułku artylerii ciężkiej w Toruniu. W sierpniu 1923 został przeniesiony z Batalionu Sanitarnego Nr IV do Batalionu Sanitarnego Nr VIII z pozostawieniem na dotychczasowym stanowisku służbowym w 8 pac. W kwietniu 1925 został przydzielony do Szpitala Okręgowego Nr VIII w Toruniu na stanowisko ordynatora Oddziału Wenerycznego. Od 1 października do 30 listopada 1926 przebywał na dwumiesięcznym urlopie bez poborów. 17 maja 1927 został przydzielony do 36 pułku piechoty w Warszawie na stanowisko starszego lekarza. 9 czerwca tego roku objął także czasowo obowiązki lekarza 1 Dywizjonu Samochodowego i Wojskowego Instytutu Geograficznego, a od 22 sierpnia  również obowiązki dowódcy kompanii w 1 Batalionie Sanitarnym. Od 1 września 1927 do 31 marca 1928 był przeniesiony służbowo z 36 pp do Wojskowego Instytutu Gazowego w Warszawie na stanowisko eksperymentatora. 1 lipca 1928 został przydzielony do Wojskowego Instytutu Gazowego na stanowisko asystenta, a w 1930 przesunięty na stanowisko kierownika pracowni ratownictwa i lecznictwa. 18 lutego 1930 prezydent RP nadał mu z dniem 1 stycznia 1930 stopień podpułkownika w korpusie oficerów sanitarnych (grupa lekarzy) i 4. lokatą. Wiosną 1931 został przesunięty w Wojskowym Instytucie Przeciwgazowym na stanowisko kierownika pracowni patologicznej (dział III), 1 stycznia 1933 na stanowisko kierownika działu III, a 22 marca 1934 znów przesunięty na stanowisko kierownika działu (od 1936 dział badań lekarskich i ratownictwa). 25 września 1934 został delegowany do Ameryki na zjazd lekarzy wojskowych. W 1936 mieszkał w Warszawie przy ulicy Krasińskiego 6. Na pułkownika został awansowany ze starszeństwem z 19 marca 1938 i 1. lokatą w korpusie oficerów zdrowia (grupa lekarzy). W tym samym roku został wyznaczony na stanowisko komendanta 9 Szpitala Okręgowego w Brześciu. 21 października 1938 jego bezpośredni przełożony, szef sanitarny Okręgu Korpusu Nr IX pułkownik lekarz Nikodem Butrymowicz napisał w rocznej liście kwalifikacyjnej za 1938: „oficer robi wrażenie przemęczonego. Żona chora na gruźlicę płuc. Warunki rodzinne wywierają ujemny wpływ na wykonywanie obowiązków służb. (żona mieszka w Warszawie, prowadzenie 2-ch domów, ciagła troska o zdrowie żony) (...) Zdolności wojskowych ani też potrzebnego wyrobienia nie posiada. Brak zdolności kierowniczych. Wykonawca dobry. W ciągu 6-ciu miesięcy pełnienia funkcji kmdta szpitala żadnych wyników, świadczących o własnej pracy, nie wykazał. Na stanowisko komendanta szpitala, wobec braku przygotowania adm. wojsk., zniechęcenia i podeszłego wieku słabo nadaje się. Trudno mi stawiać wnioski co do dalszego użycia płk. P. Odpowiedniego stanowiska w obowiązującej organizacji służby zdrowia nie widzę”. W tym samym dokumencie opinie o pułkowniku Przychockim wyrazili wyżsi przełożeni. 25 listopada 1938 dowódca Okręgu Korpusu Nr IX generał brygady Franciszek Kleeberg napisał: „płk. Przychockiego poznałem mało. Jako kmdt szpitala okręgowego nie wykazał zdolności. Typ raczej myśliciela, naukowca jak kierownika, organizatora”. 16 grudnia 1938 szef Departamentu Zdrowia Ministerstwa Spraw Wojskowych generał brygady Stanisław Rouppert napisał: „na stanowisku kmdta szpitala wobec całkowitego braku zdolności organizacyjno-administracyjnych nie odpowiedni. Biorąc pod uwagę jego kwalifikacje naukowe – stwierdzić należy, że nie przedstawiają one specjalnej wartości dla wojska. Teoretyczne nastawienie do życiowych zagadnień związanych z opl i gaz[ową]., chaotyczna metoda pracy, wadliwe metody eksperymentalne na przestrzeni lat, nie dały prawie żadnych pozytywnych wyników. Możliwe, że większe usługi odda służbie państwowej cywilnej jak w wojsku”. W konsekwencji negatywnych opinii przełożonych pułkownik Przychocki został zwolniony ze stanowiska komendanta szpitala i oddany do dyspozycji dowódcy Okręgu Korpusu Nr IX w Brześciu.
W czasie kampanii wrześniowej 1939 po agresji ZSRR na Polskę dostał się do niewoli sowieckiej. Przebywał w obozie w Starobielsku. Wiosną 1940 został zamordowany przez funkcjonariuszy NKWD w Charkowie i pogrzebany w bezimiennej, zbiorowej mogile Piatichatkach, gdzie od 17 czerwca 2000 mieści się Cmentarz Ofiar Totalitaryzmu w Charkowie. Figuruje na tzw. liście Gajdideja (poz. 2659).
Postanowieniem nr 112-48-07 Prezydenta RP Lecha Kaczyńskiego z 5 października 2007 został awansowany pośmiertnie na stopień generała brygady. Awans został ogłoszony 9 listopada 2007 w Warszawie, w trakcie uroczystości „Katyń Pamiętamy – Uczcijmy Pamięć Bohaterów”.
23 maja 1921 ożenił się z Wandą Kaszubską, doktor medycyny, siostrą Stanisława Kaszubskiego ps. „Król” (1880–1915).
13 kwietnia 2010 przed budynkiem Starostwa Powiatowego w Będzinie uczniowie Liceum Ogólnokształcącego w Wojkowicach posadzili Dąb Pamięci gen. bryg. Stanisława Mariana Przychockiego.

## Ordery i odznaczenia
- Złoty Krzyż Zasługi – 18 marca 1933 „za zasługi na polu lecznictwa i obrony przeciwgazowej w wojsku”[60][61]
- Medal Pamiątkowy za Wojnę 1918–1921[62]
- Medal Dziesięciolecia Odzyskanej Niepodległości[62]
- Odznaka Honorowa Polskiego Czerwonego Krzyża II stopnia[63]
- Amerykańskie odznaczenie lekarskie[64]